# Oncidodontopsis
× Oncidodontopsis (abreviado Odd) es un híbrido intergenérico entre los géneros de orquídeas Miltoniopsis × Odontoglossum × Oncidium. Fue publicado en Sander's List Orchid Hybrids Addendum 2002-2004: xlix (2005).